# Hugh Hudson
Hugh Hudson (ur. 25 sierpnia 1936 w Londynie, zm. 10 lutego 2023 tamże) – angielski reżyser, scenarzysta i producent filmowy.

## Życiorys

### Kariera
Pracę w przemyśle filmowym rozpoczął w 1962 jako szef działu agencji reklamy w Londynie. Przez wiele lat realizował głównie spoty reklamowe. Był także montażystą w Paryżu. Po powrocie do Londynu, zrealizował szereg filmów dokumentalnych. W 1970 nawiązał współpracę z Ridleyem Scottem przy reklamach telewizyjnych. Pięć lat później założył Hudson Films i zwrócił się do filmów fabularnych.
W 1981 zadebiutował kinowym długometrażowym dramatem Rydwany ognia (Chariots of Fire) o przygotowaniach dwóch brytyjskich lekkoatletów (Ian Charleson jako Eric Liddell i Ben Cross jako Harold Abrahams) do igrzysk w 1924. Film zdobył cztery Oscary (w tym dla najlepszego filmu), a sam Hudson był do tej nagrody nominowany.
Przygodowy Greystoke: Legenda Tarzana, władcy małp (Greystoke: The Legend of Tarzan, Lord of the Apes, 1984) wg powieści Edgara Rice’a Burroughsa o Tarzanie z Christopherem Lambertem w głównej roli przyniósł mu nominację do Césara i Złotego Lwa na Festiwalu Filmowym w Wenecji.
Za reżyserię norwesko-brytyjskiego dramatu historycznego Rewolucja (Revolution, 1985) z udziałem Ala Pacino, Nastassji Kinski i Donalda Sutherlanda był nominowany do Złotej Maliny jako najgorszy reżyser.
W 1995 jego nowela znalazła się w zrealizowanym filmie Lumiere i spółka (Lumière and Company).

### Życie prywatne
W 1977 roku ożenił się z malarką Susan Caroline Michie, z którą ma syna (ur. 1978). Jednak doszło do rozwodu. W listopadzie 2003 poślubił aktorkę Maryam d’Abo, najbardziej znaną jako Kara Milovy z filmu z cyklu o Jamesie Bondzie W obliczu śmierci (The Living Daylights, 1987) u boku Timothy’ego Daltona.

## Reżyseria
- Rydwany ognia (Chariots of Fire, 1981)
- Greystoke: Legenda Tarzana, władcy małp (Greystoke: The Legend of Tarzan, Lord of the Apes 1984)
- Rewolucja (Revolution, 1985)
- Droga do domu (Lost Angels, 1989)
- Lumiere i spółka (Lumière et compagnie, 1995)
- Pierwsze oczarowanie (My Life So Far, 1999)
- Marzyłam o Afryce (I Dreamed of Africa, 2000)
- Altamira (2016)

## Nagrody
- Nagroda na MFF w Cannes Nagroda Jury Ekumenicznego: 1981 Rydwany ognia